# زمردی هیسپانیولا
زمردی هیسپانیولا (نام علمی: Chlorostilbon swainsonii) نام یک گونه از سرده زمردی‌ها است.